# Jakkit Butjamrual
Jakkit Butjamrual (ur. 2 listopada 1997) – tajski zapaśnik walczący w obu stylach. Zajął jedenaste miejsce na mistrzostwach Azji w 2017. Brązowy medalista igrzysk Azji Południowo-Wschodniej w 2019. Dwunasty na mistrzostwach Azji kadetów w 2014 roku.